# Terremoto de Kalamata de 1986
El terremoto de Kalamata de 1986 fue un movimiento telúrico que se produjo a las 20:24:31 hora local (UTC+2) del sábado 13 de septiembre de ese año y tuvo una magnitud de 6.0 Mw. Afectó la región sur de la Periferia de Peloponeso. Su epicentro se ubicó cerca de la ciudad costera  de Kalamata, Grecia, y con 11.2 kilómetros de profundidad. Se le asignó X (Desastroso) en la escala de Mercalli, por el daño extenso localizado. Al menos 22 personas murieron y aproximadamente 300 resultaron heridas por el terremoto.

## Configuración tectónica
Grecia es un país sísmicamente activo, ubicado en una zona compleja de interacción de las placas africana, euroasiática, del mar Egeo y de Anatolia. El sur de Grecia se encuentra en la placa del mar Egeo. La placa de Anatolia se mueve hacia el suroeste hacia la placa del mar Egeo a una velocidad de 3 cm por año en relación con la placa euroasiática. Mientras tanto, la placa africana se somete a un proceso conocido como subducción debajo de la placa del mar Egeo a un ritmo de 4 cm por año a lo largo de la zona de subducción helénica.
La ciudad de Kalamata se encuentra en los límites del valle de Mesenia y el golfo de Mesenia, que forma una característica fosa tectónica. Al este se encuentra la cordillera de Taygetus, que está separada de la fosa tectónica por una serie de fallas normales de buzamiento y deslizamiento, que son parte de la zona sísmica de Western Mani. Uno de ellos es la falla de Kalamata, que corre en dirección noroeste. Esta región del sur de Grecia no es ajena a los terremotos y sus tsunamis asociados, incluido el terremoto de 1867 que causó un tsunami y el terremoto de 1947.

## Terremoto
Según el Observatorio Nacional de Atenas, el terremoto registró ML 5,5 en la escala de Richter.

### Características
Un análisis del mecanismo focal del terremoto corresponde a fallas normales poco profundas a una profundidad de 8 km a 11.2 km. Se determinó que la zona de ruptura del evento estaba en una falla de 15 km de largo por 10 km de ancho conocida como la falla de Kalamata. Se observaron pequeños pero notables rupturas superficiales en una longitud total de 6 km. Algunas rupturas superficiales medían hasta 6 a 18 cm de altura vertical y tenían un ancho de 2 a 6 cm.

## Réplicas
Se registraron más de 700 réplicas en las primeras dos semanas después del sismo principal. Las réplicas se ubicaron en dos grupos distintos, uno al norte y otro al sur, separados por una brecha. Las profundidades focales de las réplicas fueron de hasta 10 km de profundidad. La secuencia sur se inició justo después del sismo principal en la extensión sur de la falla, liberando la tensión que aún permanecía después del sismo principal. El enjambre de réplicas del norte fue más activo y se ubicó más lejos de las rupturas superficiales, entre la falla de Kalamata y la falla de Thuria.
El 15 de septiembre, una réplica de mb 4.9 ocurrió al sur del sismo principal con una intensidad Mercalli de VI (Fuerte), causando 37 heridos y dañando aún más el área de Kalamata.

## Impacto

Daños sufridos en la Iglesia Metropolitana de Ypapantis tras el terremoto y sus posteriores réplicas.

La intensidad provocada por el terremoto provocó daños estructurales graves. Los informes iniciales dijeron que 112 casas construidas con piedra fueron destruidas y otras 1.100 resultaron dañadas. En Kalamata, al menos el 20% de todas las estructuras de la ciudad sufrieron daños tan graves que no eran seguras para su uso y fueron demolidas. Otro 16% de los edificios sufrieron daños más graves, y en el otro 36%, los daños fueron moderados. La parte occidental de Kalamata, a pesar de estar cerca del epicentro, sufrió daños menos graves.
Sin embargo, los efectos del terremoto en otros tipos de estructuras artificiales, como puentes e instalaciones industriales, sufrieron muy pocos daños o prácticamente no se vieron afectados. El único daño estructural fue en el muelle de Kalamata, donde se reportaron grietas de hasta 10 cm de ancho. En algunos lugares, las paredes del embarcadero se desprendieron parcialmente. El terremoto también provocó cortes de energía e interrumpió los servicios de comunicación en la ciudad.
La Iglesia Metropolitana de Ypapantis sufrió graves daños como resultado del terremoto y tuvo que ser restaurada. Fue la segunda vez que la iglesia fue dañada por un terremoto, la anterior fue durante el terremoto del Peloponeso de 1886. Otra iglesia, la Iglesia de Agioi Apostoloi, experimentó un colapso parcial en el terremoto cuando su cúpula y techo cayeron. Fue la primera vez que la iglesia sufrió daños por terremoto desde 1884. El derrumbe de las torres defensivas del Santo Monasterio de Velanidia cobró la vida de tres personas.
En Elaiochori, ubicado a 7 km de Kalamata, el terremoto destruyó al menos el 70% de los edificios. Solo 120 edificios quedaron intactos al final del terremoto. El pueblo sufrió un daño tremendo por estar ubicado en el área meizoseismal, donde se asignó la intensidad máxima X (Desastroso) en la escala de intensidad de Mercalli. También hubo informes adicionales de daños extremos en las aldeas Verga, Poliani, Aris, Artemisia y Nedousa.
Se informó de algunos desprendimientos de rocas en las montañas Taigeto lo que causó el bloqueo de una carretera principal que unía Kalamata con la ciudad de Esparta, Laconia.
Los daños totales causados por el terremoto se estiman en 670.000.000 euros.

## Damnificados
El terremoto mató al menos a 20 personas. De ellos, seis cuerpos fueron recuperados de una torre de apartamentos de concreto reforzado de cinco pisos que se derrumbó en el sismo principal. Otras 15 personas fueron rescatadas de la misma estructura de apartamentos después de muchas horas de esfuerzos. Cuatro personas murieron cuando un viejo edificio de piedra se derrumbó en Elaiochori, Messenia. Seis personas murieron por la caída de escombros al costado de la carretera. De los seis, una persona fue aplastada por un techo, una por un infarto, un bebé por asfixia y una persona por heridas graves. Además, 330 personas resultaron heridas, 83 de ellas con lesiones tan graves que requirió atención médica inmediata.
Sin embargo, a pesar de la gravedad de los daños, el número de muertos fue bajo porque la mayoría de los residentes asistían a una ceremonia de inauguración de la línea de ferry cuando ocurrió el terremoto.